# Fundacja Malta
Fundacja Malta – fundacja założona w Poznaniu w 2003 roku. Pomysłodawcą i głównym fundatorem jest Michał Merczyński. Radę Fundacji tworzą: Karol Działoszyński (przewodniczący), Małgorzata Dziewulska, Tomasz Kwieciński oraz Piotr Voelkel.
Celem fundacji jest upowszechnianie kultury i sprzyjanie kreowaniu wyjątkowych zjawisk artystycznych. Nazwa fundacji pochodzi od organizowanego od 1991 roku Międzynarodowego Festiwalu Teatralnego Malta (dziś Malta Festival Poznań), który jest najważniejszym wydarzeniem organizowanym przez Fundację. 
5 czerwca 2018 roku Fundacja Malta złożyła pozew przeciwko Ministerstwu Kultury i Dziedzictwa Narodowego o zapłatę 300 tys. zł z tytułu trzyletniej umowy zawartej w 2016 roku na organizację Festivalu Malta, na mocy której Ministerstwo zobowiązało się do wypłaty corocznie dotacji celowych. Jednak w 2017 roku do wypłaty dotacji nie doszło. Została wstrzymania przez wicepremiera, ministra kultury Piotra Glińskiego, który nie akceptował jednego z kuratorów edycji festiwalu w 2017 roku - Olivera Frljića, chorwackiego reżysera kontrowersyjnego spektaklu "Klątwa" w stołecznym Teatrze Powszechnym. Sąd Apelacyjny w Warszawie oddalił apelację resortu kultury z kwietnia 2019 r. w sprawie dotacji dla Fundacji Malta, czym, 8 lipca 2020 roku zobligował Skarb Państwa do wypłaty organizatorowi Malta Festival Poznań 300 tys. zł wraz z odsetkami.

## Zrealizowane projekty Fundacji Malta

### Malta Festival Poznań

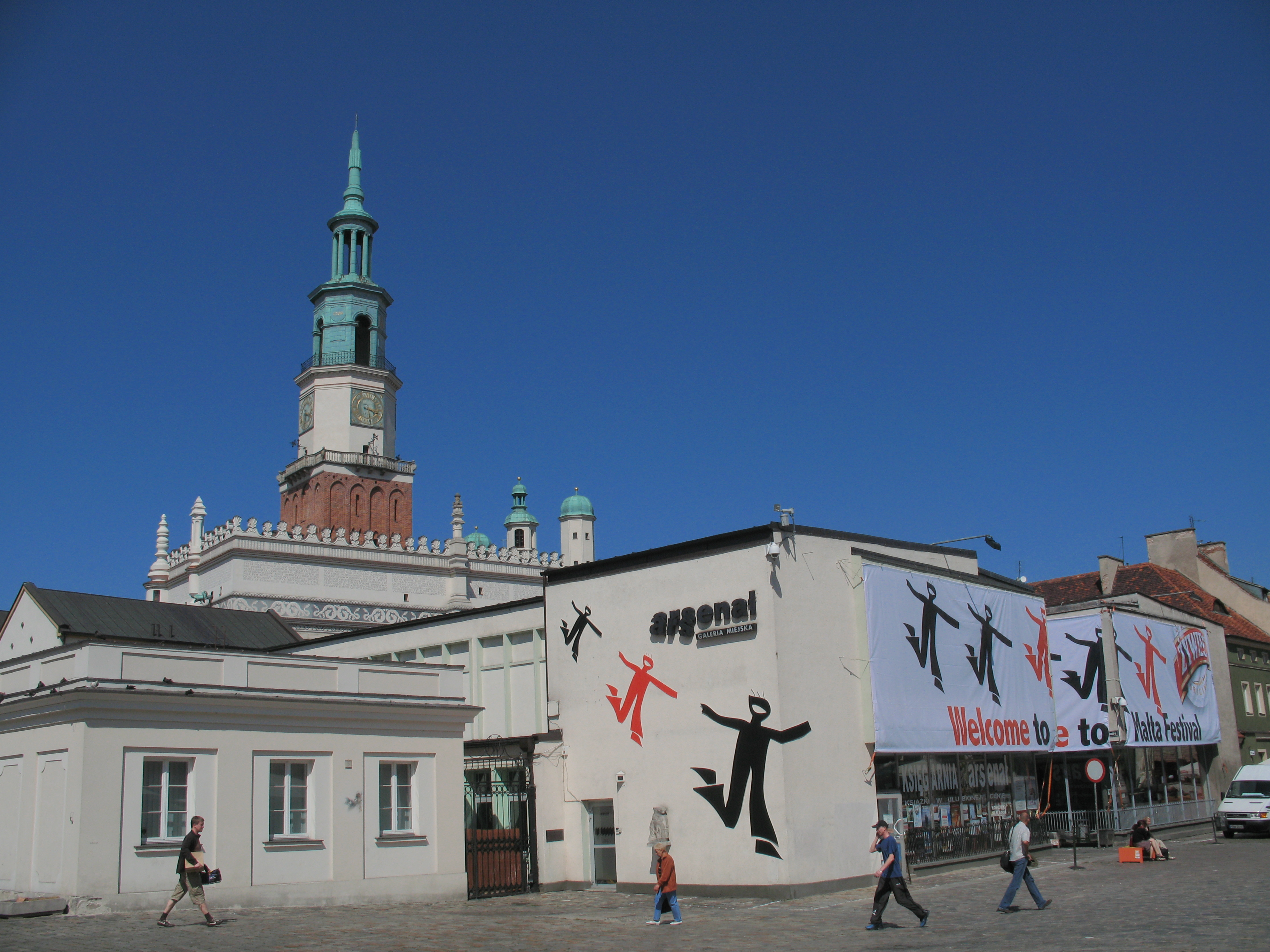
Maltafestival

Jeden z największych festiwali teatralnych w Europie, organizowany od 1991 roku. Trwa około 10 dni, w okresie letnim (czerwiec-lipiec). Wydarzenia festiwalowe prezentowane są na ulicach, placach, nadbrzeżu Jeziora Maltańskiego (od którego festiwal wziął swoją nazwę), ale też w przestrzeniach zamkniętych: CK Zamku, Starej Rzeźni, czy Międzynarodowych Targów Poznańskich. Dzięki swej otwartej formule festiwal przyciąga dziesiątki tysięcy widzów i przemienia miasto w wielką scenę. Stale rozwijają się także nurty muzyki i tańca na Malcie. W roku 2009, w ramach festiwalu, wystąpiły gwiazdy amerykańskiego rocka Nine Inch Nails i Jane’s Addiction, a w 2011 Portishead, Fleet Foxes i Manu Chao. Fundacja Malta wspiera także młodych twórców - w ramach konkursu Nowe Sytuacje, co roku produkuje pięć nowych realizacji artystów debiutujących w obszarze sztuk performatywnych. Jest też inicjatorem i podmiotem koprodukcji – spektakli zarówno zespołów polskich (Usta Usta Republika), jak i międzynarodowych (Compagnia Pippo Delbono).

### Nostalgia Festival Poznań
Festiwal poświęcony muzycznej pamięci, która przetrwała w innych dziełach. Prezentowana muzyka czerpie z korzeni narodowych (m.in. Armenii, Estonii, Ukrainy, Włoch), ale jednocześnie otwiera się na to co nowe i współczesne. Muzykę przeszłości reinterpretują współcześni twórcy i wykonawcy. Początkowo, Nostalgia pomyślana jako biennale, od 2009 roku odbywa się corocznie, jesienią (październik, listopad). Trwa kilka dni. Gośćmi festiwalu byli dotychczas m.in.: Tigran Mansurian, Kim Kashkashian, Anja Lechner, Eleni Karaindrou (2007); Valentin Silvestrov, The Hilliard Ensemble, Piotr Prochera, Simon Jaunin, Agata Zubel (2009) oraz The Hilliard Ensemble, Monika Mauch i Muriel Cantoreggi (2010).

### Tzadik Poznań Festiwal

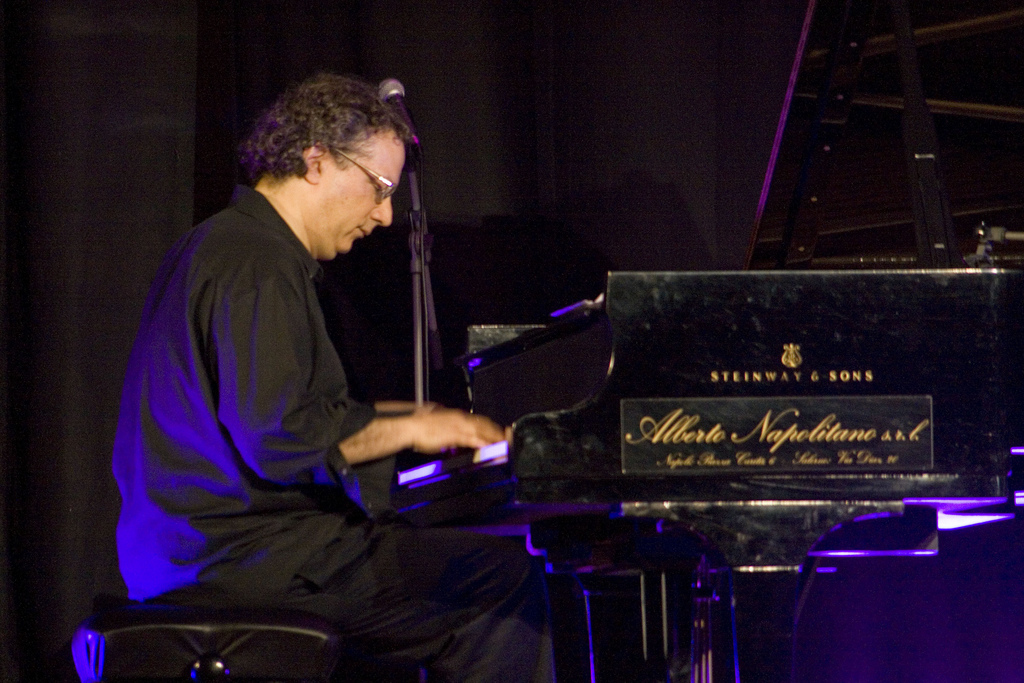
Uri Caine

To próba opisania fenomenu kultury i tradycji żydowskiej, jej przestrzeni religijnej, muzycznej, społecznej i obyczajowej. Pomysłodawcą i kuratorem festiwalu jest Tomasz Konwent. Programowy fundament festiwalu stanowi muzyka. Dotychczas zagrali m.in.: Masada, Zakarya, Jamie Saft Trio (2007), Albert Beger New Quartet, Yair Dalal (2008) oraz Rashanim – Masada Rock, La Mar Enfortuna, Mark Feldman, Uri Caine (2009). Co roku odbywa się także przegląd filmów nagrodzonych na Festiwalu Żydowskie Motywy. Tzadik eksploruje przestrzenie miasta: I edycja odbyła się w poznańskiej synagodze, II i III edycja, na Dziedzińcu Poznańskiego Bazaru. Fundacja Malta współorganizowała festiwal wraz ze Stowarzyszeniem MultiKulti w latach 2007-2009. Od 2010 roku wyłącznym organizatorem jest Stowarzyszenie MultiKulti.

### Poznań dla Ziemi

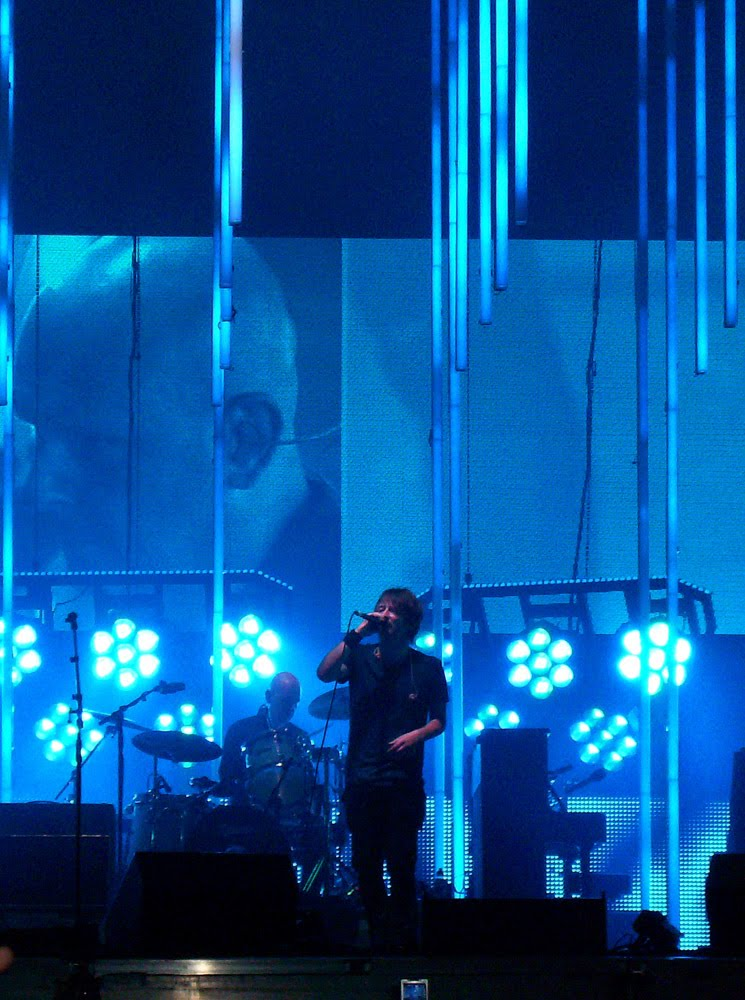
Radiohead-poznan-2009

To cykl koncertów znanych muzyków zaangażowanych w działalność na rzecz ochrony środowiska, organizowanych co lato przez Urząd Miasta w Poznaniu. Pierwszy odbył się w 2008 roku, z okazji „Roku klimatu i środowiska” obchodzonego w Poznaniu. Dotychczas wystąpili: Nelly Furtado (2008), Radiohead (2009), Sting z The Royal Philharmonic Concert Orchestra (2010). Fundacja Malta była producentem koncertów w 2008 i 2009 roku.